# Liste des souverains de Castiglione
La seigneurie de Castiglione delle Stiviere est toujours restée, depuis sa création, sous la souveraineté de la Maison Gonzague, en l'occurrence la lignée dite de Castiglione et Solférino.

Le premier seigneur de Castiglione est Alexandre, troisième fils du duc de Mantoue, Gian Francesco. Il semble que ce dernier ait procédé à un partage de ses fiefs pour l'héritage de ses quatre fils ; son décès survient en 1444 :
- Louis, l'aîné, reçoit l'important duché de Mantoue (cf. Louis III le Turc dans Maison de Gonzague) ;
- Charles, le puîné, reçoit, entre autres, les fiefs de Sabbioneta, Bozzolo, Luzzara, Reggiolo (cf. Charles de Sabbioneta dans Maison de Gonzague) ;
- Alexandre, le cadet, reçoit, entre autres, les fiefs de Castiglione, Solférino, Castel Goffredo (cf. Alexandre de Castiglione dans Maison de Gonzague) ;
- Gianlucido, le benjamin, reçoit les fiefs de Volta, Cavriana et Castellaro.

Alexandre décède en 1466 sans descendance. Ses fiefs, tout comme ceux de son frère Gianlucido en 1448 et de son neveu Ugolotto (fils de Charles), également décédés sans descendance, se retrouvent régis par Louis, marquis de Mantoue qui réunit sous son nom toutes les possessions patrimoniales.

À son tour, Louis redistribue ces fiefs entre trois de cinq ses fils (le troisième et le benjamin embrassant la carrière ecclésiastique pour devenir évêques) :
- Frédéric, l'aîné, hérite de Mantoue (cf. Frédéric Ier le Bossu dans Maison de Gonzague) ;
- Jean-François, le puîné, hérite de Sabbioneta et Bozzolo (cf. Maison de Gonzague, lignée de Sabbioneta et Bozzolo) ;
- Rodolphe, le quatrième, hérite de Castiglione, Solférino et Luzzara qu'il partagera ensuite entre ses deux fils :
  - Jean-François, l'ainé, reçoit Luzzara  (cf. Maison de Gonzague, lignée de Luzzara)
  - Louis-Alexandre, le cadet, reçoit  Castiglione, Solférino  et Castel Goffredo (cf. Maison de Gonzague, lignée de Castiglione et Solférino).

À son tour, Louis-Alexandre laisse en héritage ses biens en les partageant entre ses trois fils :
- Ferdinand reçoit Castiglione delle Stiviere (Ferdinand Ier de Castiglione) ;
- Horace reçoit Solférino (Horace de Solférino) ;
- Alphonse reçoit Castel Goffredo (Alphonse de Castel Goffredo).

En 1691, Ferdinand III, 3e Prince de Castiglione, contraint à l'exil par un soulèvement populaire, voit ses terres confisquées par l'autorité impériale qui ne les restitua jamais.
En 1772, le Prince Louis III de Castiglione, arrière-petit-fils de Ferdinand III, se réconcilie avec l'empereur et renonce à ses droits en faveur de l'Autriche pour une rente annuelle de 10 000 florins.

## Seigneurs de Castiglione delle Stiviere
- 1444-1466 : Alexandre (NC-1466)

épouse  Agnès de Montefeltro d'Urbino, sans descendance
régence assumée par Louis III de Mantoue (1414-1478), frère d'Alexandre
- 1478-1495 : Rodolphe (1452-1495), fils de Louis III de Mantoue, neveu d'Alexandre

épouse en premières noces en 1481 Anna Malatesta, sans descendance
épouse en deuxièmes noces en 1484 Caterina Pico
- 1495-1521 : Jean-François (1488-1524) et Louis-Alexandre (1494-1549), fils du précédent et de Caterina
- 1521-1549 : Louis-Alexandre d°, seul

épouse en premières noces Ginevra Rangoni
épouse en deuxièmes noces en 1540 Caterina Anguissola
- 1549-1579 : Ferdinand Ier (1544-1586), fils du précédent et de Caterina

## Marquis de Castiglione delle Stiviere
- 1579-1586 : Ferdinand Ier (d°)

épouse en 1566 Marta Tana Baldassarre de Santena
- 1586-1593 : Rodolphe II (1569-1593), second fils des précédents. (L'aîné, Louis de Gonzague (1568-1591),renonce à ses droits, devient jésuite et sera canonisé)

épouse en 1588 Elena Aliprandi, sans descendance masculine
- 1593-1616 : François (1577-1616), frère du précédent

épouse en 1598 Bibiana von Pernstein
- 1616-1636 : Louis Ier (1611-1636), fils des précédents

épouse en Laura del Bosco de Misilmeri
- 1636-1659 : Ferdinand II (1614-1675), frère du précédent

## Marquis et princes de Castiglione delle Stiviere
- 1659-1675 : Prince Ferdinand II (d°)

épouse en 1644 Princesse Olimpia Sforza de Caravaggio, sans descendance masculine
- 1675-1680 : Prince Charles (1616-1680), petit-cousin du précédent

épouse en 1643 Isabella Martinengo
- 1680-1723 : Prince Ferdinand III (1648-1723), fils des précédents

épouse en 1680 Princesse Laura Pico de la Mirandole
- 1723-1768 : Prince Louis II (1680-1768), fils des précédents

épouse en 1715 Marianna Anguissola
- 1768-1772 : Prince Louis III (1745-1819), petit-fils des précédents

épouse Elisabetta Costanza Rangoni

## Arbre de succession des souverains de Castiglione delle Stiviere
```
Jean-François de Mantoue
 (possesseur des terres, non régnant ès qualités)

│
├─>
Alexandre
, seigneur
│
└─>
Louis III de Mantoue
 dit 
le Turc
 (non régnant, régent entre Alexandre et Rodolphe)

   │
   └─>
Rodolphe
, seigneur
      │
      ├─>
Jean-François de Luzzara
, co-seigneur
      │ 
      └─>
Louis-Alexandre
, co-seigneur puis seigneur seul
         │
         └─>
Ferdinand I
er
, seigneur puis marquis
            │
            ├─>
Rodolphe II
, marquis
            │
            ├─>
François
, marquis
            │  │
            │  ├─>
Louis I
er
, marquis
            │  │
            │  └─>Prince 
Ferdinand II
, marquis et Prince
            │
            └─>
Christian de Solférino
, non régnant

               │
               └─>Prince 
Charles
, marquis et Prince
                  │
                  └─>Prince 
Ferdinand III
, marquis et Prince
                     │
                     └─>Prince 
Louis II
, marquis et Prince
                        │
                        └─>
Prince Leopoldo, non régnant

                           │
                           └─>Prince 
Louis III
, marquis et Prince
```